# Andrei Túpolev
Andrei Nikolàievitx Túpolev, rus: Андре́й Никола́евич Ту́полев, (29 d'octubre de 1888, Pustomàzovo (oblast de Tver) - 23 de desembre de 1972, Moscou) va ser un dissenyador i constructor aeronàutic rus.

## Biografia
Estudià a la Universitat Tècnica de l'Estat de Moscou el 1918.
Va ser un important dissenyador a partir de 1929 a l'institut central d'aerohidrodinàmica (TsAGI) de Moscou, on van ser concebuts més d'un centenar d'avions (els Túpolev), sobretot els bombarders (entre els quals el Túpolev Tu-26 o el Túpolev Tu-2) i els avions de línia com el Tu-134 i el Tu-154. El model TU-114 destacà per les seves dimensions.
Túpolev va ser detingut el 1937 amb altres dissenyadors d'avions cèlebres, com Aleksandr Nekrasov i Vladímir Petliakov, sota l'acusació de la creació d'un partit feixista rus . El 1939 va ser transferit d'una presó a Bólxevo (prop de Moscou) a un camp especial xarajka on alguns dels seus col·legues estaven empresonats. Oficialment va ser condemnat a deu anys però va ser alliberat el 1944 pels serveis prestats. La seva rehabilitació completa no va ser tanmateix concedida fins deu anys després de la mort de Stalin.
El seu fill Aleksei (Moscou 1925 — 2001) va ser també un dissenyador aeronàutic d'avions de línia, en particular del Túpolev Tu-144 avió supersònic de transport que trencà la barrera del so el 1969 i anomenat a occident Konkordski a causa de la seva semblança al Concorde.

## Premis i honors

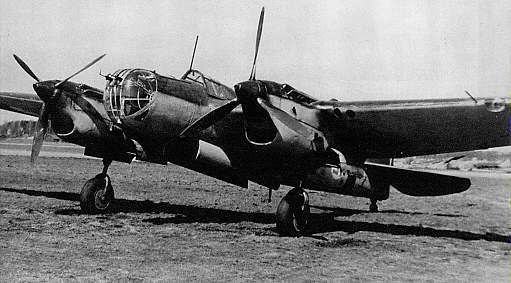
Tupolev SB-2

- Tres vegades Heroi del Treball Socialista (1945, 1957, 1972)
- Ordre de Lenin (8) (1933, 1945, 1947, gener de 1949, desembre de 1949, 1953, 1958, 1968)
- Orde de la Revolució d'Octubre (1971)
- Orde de Suvórov de 2n grau (1944)
- Orde de la Guerra Patriòtica de primer grau (1943)
- Orde de la Bandera Roja del Treball (2) (1928, 1933)
- Orde de l'Estrella Roja (1933)
- Orde de la Insígnia d'Honor (1936)
- Orde de Gueorgui Dimítrov (República Popular de Bulgària, 1964)
- Premi Lenin (1957)
- Premi Stalin (4) (1943, 1948, 1949, 1952)
- Premi Estatal de l'URSS (1972).
- Ciutadà d'Honor de París (1964), Nova York i de la ciutat de Jukovsky (regió de Moscou) (1968).
- Membre Honorari de la Royal Aeronautical Society de Gran Bretanya (1970) i l'Institut Americà d'Aeronàutica i Astronàutica (1971).
- Títol de l'Acadèmia Jukovsky de Ciències de l'URSS (1958), Medalla d'Or d'Aviació FAI (1958), un premi Leonardo da Vinci (1971), Medalla d'Or dels fundadors de la Companyia d'Aviació de França (1971).